# Burmjapyx forsteri
Burmjapyx forsteri är en urinsektsart som först beskrevs av Pages 1952.  Burmjapyx forsteri ingår i släktet Burmjapyx och familjen Japygidae. Inga underarter finns listade.